# Henri Caruchet
Henri Émile Caruchet, né le 4 décembre 1873 à Bar-sur-Seine, et mort le 2 février 1948 à Paris 14e, est un artiste-peintre, aquarelliste, illustrateur et poète français, proche du style Art nouveau.

## Biographie

### Formation et vie privée
Henri Caruchet est le deuxième fils de Marie-Julie Riedmann et du peintre Eugène Caruchet (auteur de nombreux paysages, il meurt en 1915). Ses parents habitent Bar-sur-Seine et ont deux autres fils, Gabriel et Marcel.
Il entre en 1892 à l'École nationale des beaux-arts de Paris où il fréquente les cours de Gustave Moreau, Mathias Duval et Ernest Ange Duez. Le 20 décembre, est rapporté dans la plupart des journaux parisiens un « incident » au cours duquel le jeune Caruchet subit un bizutage de la part des anciens qui aurait dégénéré en scandale public.
Henri habite au 80 boulevard de Port-Royal. Il fréquente les soirs de La Plume et y donne sans doute lecture de textes (1892).
Le 31 décembre 1896 à la mairie du 5e arrondissement de Paris, il se marie avec Jeanne Joséphine Nouguès, fille d'un républicain militant, née à Bruxelles le 16 novembre 1872. Le couple habite 28 rue du Faubourg Saint-Jacques. Son épouse, qui est institutrice en 1896, prend ensuite le nom de « Jeanne Henri Caruchet » et publie quelques ouvrages dont L'Unique Maîtresse et L'Ensemencée (Félix Juven, 1904), qui traite de la question de l'avortement, ainsi que des traductions. Écrivant pour le journal féministe La Fronde, Jeanne meurt le 11 janvier 1906.
En 1898, lui et son épouse signent une pétition nationale en faveur du colonel Picquart.
Le 27 décembre 1907, Henri se marie avec Marie Gabrielle Valentine Edmée Achard à Paris.
Durant la Première Guerre mondiale, il illustre de nombreuses cartes postales, notamment aux éditions de la Ligue républicaine de défense nationale. Ces cartes visent alors à critiquer l'armée allemande, ainsi que certaines décisions politiques prises dans le cadre du conflit.
En 1918, Henri Caruchet réclame une aide juridique à l'État, pour régler la succession de son père.
En novembre 1933, la galerie Écale à Paris expose une soixantaine de ses aquarelles et sanguines. En novembre 1935, il rejoint l'Union nationale des artistes français et expose chez A. Drouant, rue de Seine.
L'adresse d'Henri Caruchet au moment de son décès est 60 avenue des Gobelins.
Il semble qu'entre les deux guerres, il était proche du Parti socialiste français[réf. nécessaire].

### Un illustrateur remarqué
Les productions d'Henri Caruchet sont variées. On distingue : des illustrations pour des ouvrages de bibliophilie, des caricatures pour la presse, des tableaux, des croquis pour des objets décoratifs, mais aussi des textes (poèmes, critiques, contes). Il a commis quelques images à caractère érotique qualifiées de « symbolistes ».
Il est sociétaire de la Société nationale des beaux-arts.
Il collabore régulièrement au Gil Blas, au Courrier français où il écrit sous le nom de plume de « Henrik Barsen » ; également au Monde moderne (1898-1899), à la Revue illustrée (1902), au Mois littéraire et pittoresque (1903), Les Annales politiques et littéraires (1907), au Monde illustré (1917), à La Revue des lettres (1925) et à Omnia, revue pratique de l'automobile.
En tant qu'illustrateur de livres, il a composé plusieurs suites dont, parmi les plus remarquées, une destinée à l'exigeant Octave Uzanne pour Voyage autour de sa chambre (1896), et une autre destinée à Pierre Louÿs pour Byblis (1901).
Le Manufacture de Sèvres conserve en ses fonds sept croquis de vases (datés de 1905).

## Illustrations

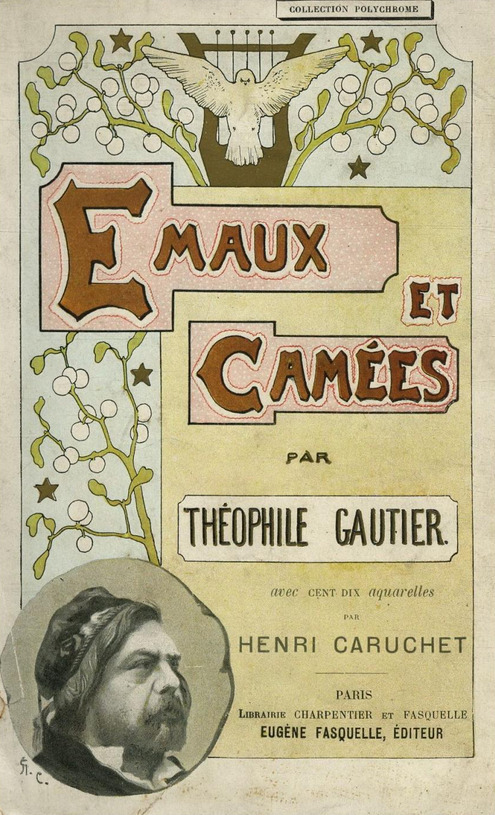
Couverture dÉmaux et Camées (1895).

- Jean Richepin, Les Litanies de la mer, deux compositions gravées à l'eau forte par Mordant, Paris, Charpentier & Calmann Lévy, 1894 — rééd. A. Bélinac, 1903.
- Théophile Gautier, Émaux et Camées, ornée de cent dix aquarelles, coll. Polychrome, Paris, G. Charpentier et E. Fasquelle, 1895.
- Octave Uzanne, Voyage autour de sa chambre, 40 Illustrations gravées à l'eau-forte par Frédéric Massé, Paris, Pour les Bibliophiles indépendants - Henri Floury, 1896.
- Soirée artistique musicale et littéraire, affichette gravée, Société philomathique, 1896.
- Anatole France, Balthasar et la reine Balkis, suite d'aquarelles, Paris, Librairie Conquet & Carteret succ., 1900.
- Théophile Gautier, Le Pavillon sur l'eau, préface par Camille Mauclair, compositions en couleurs, Paris , A. Ferroud, 1900.
- Pierre Louÿs, Byblis, préface de Gilbert de Voisins, compositions en couleurs, Paris, Librairie des amateurs A. Ferroud, 1901.
- Missel des grandes fêtes, avec 70 compositions, Paris, H. Laurens, 1901.
- H. Caruchet, L'Almanach, illustré et rehaussé, Paris, Aux dépens de l'auteur, 1902 — tiré à 60 ex.
- Paul Ginisty, Vers la bonté, Paris, frontispice et fleurons, hors-texte de Paul Steck, Joanin & Cie, 1903.
- Charles Nodier, La Légende de Sœur Béatrix, compositions en couleurs, Paris, A. Rouquette, 1903.
- Lucien Perey, Histoire merveilleuse d'une pomme d'api, album cartonné, Paris, Calmann Lévy, 1903.
- Jean de Villiot [pseud. de Georges Grassal], Parisienne et Peaux-Rouges, suite de 20 illustrations en couleurs[10], coll. « La Flagellation à travers le monde », Paris, Charles Carrington, 1904.
- J.-H. Rosny, Les Fiançailles d'Yvonne, frontispice et fleurons, hors-texte de Paul Steck, Paris, Joanin & Cie, 1904.
- Michel Corday, Monsieur, madame et l'auto, Paris, E. Fasquelle, 1907.
- Michel Corday, Les Casseurs de bois, Paris, E. Fasquelle, 1910.
- H.  Caruchet, Les Feuilles de l'allée, proses, avec un portrait de l'auteur par lui-même, Paris, Aux dépens de l'auteur, 1949.

## Pour approfondir